# Nuevo Estadio de Ebebiyín
Neuvo Estadio de Ebebiyín is een multifunctioneel stadion in Ebebiyín, Equatoriaal-Guinea. Het wordt vooral gebruikt voor voetbalwedstrijden. Het stadion heeft een capaciteit van 8.000 zitplaatsen. Het Neuvo Estadio de Ebebiyín fungeerde als een van de gaststadions voor de Afrika Cup 2015, samen met Estadio de Bata, Estadio de Mongomo en Nuevo Estadio de Malabo.
Estadio de Bata (Bata) · Nuevo Estadio de Malabo (Malabo) · Estadio de Mongomo (Mongomo) · Nuevo Estadio de Ebebiyín (Ebebiyín)